# Kuz, Erbaa
Kuz là một xã thuộc huyện Erbaa, tỉnh Tokat, Thổ Nhĩ Kỳ. Dân số thời điểm năm 2011 là 330 người.